# Национална унија за потпуну независност Анголе
Национална унија за потпуну независност Анголе (порт. União Nacional para a Independência Total de Angola, UNITA) друга је највећа странка у Анголи. Основана је 1966. у току борбе за независност од Португалије. Тих се година борила заједно с МПЛА против португалске власти, а од 1975. до 2002. против МПЛА у грађанском рату.

## Борба за независност
УНИТА-у су 13. марта 1966. године основали Жонас Савимби и Антониу де Коста Фернандес. Њене снаге су 25. децембра исте године извеле први напад на португалске колонијалне снаге. Савимби је у почетку био повезан са ФНЛА-ом Холдена Роберта. Упориште УНИТА-е било је најјаче на подручју народа Овимбунду.
У почетку је полтика УНИТА-е била под утицајем маоизма, што је имало везе са Савимбијевим тренингом у Кини. Међутим, УНИТА ће са све већим повезивањем с САД и примањем њихове помоћи касније напустити ту политику.

## Грађански рат
Након повлачења португалске колонијалне власти 1974/75, идеолошки супраници МПЛА и УНИТА почели су да се боре међусобно, што је изазвало почетак грађанског рата. МПЛА је била потпомагана од стране СССР-а и Кубе и убрзо војно поразила ФНЛА. Борци УНИТА-е су се такође суочили са скорим уништењем новембра 1975, али су се опоравили захваљујући помоћи коју им је упућивала Јужноафричка Унија, а посебно САД током 1980-их. Савимби је одржавао посебно блиске односе са САД за време администрације Роналда Регана, посетивши га у САД 1986. године.
УНИТА је под Савимбиним вођством постала један од најучинковитијих покрета отпора на крају 20. века. До 1989, пред крај Хладног рата, Кубанци су повукли своје снаге из Анголе.
Под утицајем Горбачова и Џорџа Буша Старијег, Савимби је пристао да УНИТА положи оружје и учествује на вишестраначким изборима 1992. године. Пошто је у првом кругу надмоћно победио кандидат МПЛА, Жозе Едуардо дос Сантос, Савимби је изборе прогласио неважећима, те се УНИТА поновно дигла на оружје октобра 1992. године. Тада је велик број УНИТА-иних официра страдао у тзв. Тродневном рату у Луанди. Уједињене нације су на наставак грађанског рата одговориле ембаргом против УНИТА-е. До 1999, МПЛА је онеспособила УНИТА-у за фронталне нападе, па су се њени борци вратили герилској тактици.

## Политичка странка
Грађански рат је завршио након што је Жонас Савимби убијен у заседи 22. октобра 2002. године. Шест недеља након тога, УНИТА је потписала примирје са владом. У августу је распуштено војно крило УНИТА-е, која је затим организована у савремену политичку странку.